# Муравйова Нонна Олександрівна
Нонна Олександрівна Муравйова (13 серпня 1906, селище Каменка Кінешемського повіту Костромської губернії, тепер Вічугського району Івановської області, Російська Федерація — 2 січня 1986, місто Москва) — радянська державна і профспілкова діячка, міністр соціального забезпечення РРФСР, голова Центральної Ревізійної комісії КПРС у 1961—1966 роках. Член Центральної Ревізійної комісії КПРС у 1956—1971 роках. Депутат Верховної Ради Російської РФСР 3—5-го скликань. Депутат Верховної Ради СРСР 6-го скликання.

## Життєпис
Народилася в робітничій родині. У 1920—1923 роках працювала робітницею на фарбувально-оздоблювальній фабриці в Каменці Кінешемського повіту. Вступила до комсомолу. 
У 1923—1926 роках — робітниця льоноткацької фабрики в Новопісцово.
Член ВКП(б) з 1926 року.
У 1926—1930 роках — вихователька дитячого будинку «Комуна № 1» фабрики «Красный Октябрь» в місті Вічузі та Старій Вічузі.
У 1930—1931 роках — завідувачка агітаційно-масового сектора партійної організації фабрики імені Красіна в Старій Вічузі Івановської промислової області.
З 1931 року — інструктор, у 1932—1934 роках — завідувачка жіночого відділу Іванівського обласного комітету ВКП(б).
У 1934—1938 роках — слухачка Всесоюзної промислової академії легкої промисловості імені Молотова в Москві.
У 1938—1939 роках — директор прядильно-ткацької фабрики «Серп і Молот» міста Пушкіно Московської області.
У 1939—1944 роках — заступник народного комісара легкої промисловості Російської РФСР.
Потім — директор Ленінградської шкіргалантерейної фабрики імені Бебеля.
У 1944—1946 роках — директор Науково-дослідного інституту луб'яних волокон.
У 1946—1948 роках — голова ЦК профспілки робітників бавовняної промисловості.
У 1948—1952 роках — голова ЦК профспілки робітників текстильної промисловості.
21 квітня 1952 — 12 грудня 1961 року — міністр соціального забезпечення Російської РФСР.
31 жовтня 1961 — 29 березня 1966 року — голова Центральної Ревізійної комісії КПРС.
Одночасно у 1961—1966 роках — голова Комісії зі встановлення персональних пенсій при Раді Міністрів СРСР.
З липня 1966 року — член Комітету партійного контролю при ЦК КПРС. Була заступником голови Товариства радянсько-фінської дружби і культурних зв'язків, членом Комітету радянських жінок.
З 1974 року — персональний пенсіонер союзного значення в місті Москві.
Померла 2 січня 1986 року після важкої, тривалої хвороби. Похована в Москві на Новодівочому цвинтарі.

## Нагороди і звання
- орден Леніна
- орден Жовтневої Революції
- два ордени Трудового Червоного Прапора (15.08.1956,)
- два ордени «Знак Пошани» (20.07.1940,)
- медалі
- Почесний громадянин міста Вічуги Івановської області